# 30%LESS FAT
30%LESS FAT（サンジュッパーセント・レス・ファット　略称さんじゅっぱー）は日本のパンクバンドである。
1999年、元ニューロティカのGu「修豚」とBaの「SHON」の二人によって当初は「期間限定バンド」として結成。
演歌好きの修豚とメロコア好きのメンバーのコラボで「元祖艶歌系パンク」と呼ばれる。
2003年、JACPOTレーベルより1stCDをリリースしインディーズデビュー。
その後、2nd CD「30%LESS FAT 2nd ～倅～」、3rd CD「TORAZOO」、4th CD「AMERICA UDON」を立て続けにリリース。
毎年年末に行われる30%LESS FATワンマンライブ「今年もやります完全ワンマン」シリーズを継続中。
「走らないけど止まらない」をスローガンに、マイペースで活動中。
ボーカル修豚は「演歌は歌詞を間違えたらいけない！」との理由でPUNK界唯一の譜面台を設置。
作詞・作曲は修豚が手がけるが、サトパーのアレンジによって30派節が完成される。

## メンバー
- 修豚（1月21日 - ）ボーカル（元ニューロティカ、現デブルズ、鮭酢豚（サーモンスートン）
- サトパー（11月22日 - ）ギター（現杉並ブルーハーツ ）
- SOUTA（10月29日 - ）ベース（元rhythmo、現Sausage Butterfly Pasta Festa、現emu、現杉並ブルーハーツ）
- まっちゃん(4月3日 - )ドラム（ken band）

## 元メンバー
- 沼さん（ドラム）
- SHON（ベース、元ニューロティカ、祝い組）
- Murphy（前川和彦）（6月26日 - ）（ドラム、元Yellow Studs）

## サポートメンバー
- サモン（ベース）ゲタカルビ、シズヲバンド
- ユタカ（ベース）ガスバーナー

## バイオグラフィー
■30%LESS FAT 活動履歴■
1999年06月 元ニューロティカの「修豚」と「SHON」によって30%結成。Vo&Gu 修豚　/ Bass SHON　/ Guitar Satopa　/ Drum まっちゃん　　08月 デモテープレコーディング、「4曲入りのカセットテープ付きステッカー」発売。
2000年12月 自主制作の「30% 2ndCD」発売し即日100枚完売。
2002年08月 CSフジｃｈの音楽番組「BREAK GATE」のインターネット投票ランキング1位。　　 09月 3rdCDの発売と共に下北沢SHELTERにて3周年記念Live決行。初の『30％ほぼワンマン』SOLD OUT。
2003年04月 ROCKイベント「JUST A BEAT SHOW」の最期のLive盤CD「-THE FINAL PARTY TO BEGINNING-」参加　　CS放送フジテレビ721チャンネル　『BREAK GATE』　のコンピレーションAlbum「BREAK GATE CD　～熱血パンク編～」参加　　　05月 1ｓｔフルAlbum「30%LESS FAT」をJAC POT RECORDSよりリリース
2003年07月 70年代フォークソングカバーAlbum「俺メロ Respect」参加
　　　　 08月 J(S)W トリビュートAlbum「THE BLOOD FLOES ON-JUN SKY WALKERS(S)-TRIBUTE」参加
　　　　 08月 ルパン三世トリビュートAlbum参加。レコ発名阪ツアー
　　　　 09月 新宿ACBにて「結成4周年＆レコ発記念！30%LESS FATほぼワンマンLive」SOLD OUT。
　　　　 11月 オムニバスAlbum「JAC POT MANIA 2」参加
2004年05月 新宿歌舞伎町のドンキホーテ上の大型スクリーンにて30%のPVがヘビーローテーションON AIR
　　　　 09月 2nd Album 「30%LESS FAT 2nd ～倅（せがれ）～」リリース予定
　　　　 09月 渋谷チェルシーホテルにて「30%LESS FAT5周年記念＆CDリリースライブ　今年もやりますほぼワンマン　～倅（せがれ）～」決行
　　　　秋 映画「リバイバルブルース」（04年秋公開予定の日本とカナダの合作の映画。カンヌ映画祭出展予定作品）に挿入歌として楽曲提供 ※監督／クロード・ガニオン　　CAST／内藤剛志、奥田瑛二、桃井かおり
2005年09月 高田馬場CLUB PHASEにて秋恒例「今年もやりますほぼワンマンLive」決行。
2006年06月 代々木Zher the ZOOにて「今年もやりますほぼワンマンLive」決行。
2007年09月 2年振りのNEW 3rd Album「TORAZOO」リリース!!　
　　　　 11月 高田馬場CLUB PHASEにて「今年もやりますほぼワンマン＆CD発売Live」決行
2008年 　　　タイガーホールレコードよりカバーアルバム「COVER TO THE PEOPLE」に石原裕次郎の「我が人生に悔いなし」で参加
2009年 　　　30%LESS FAT結成10周年「SWEET10 DVD」リリース。2月～3月SWEET10東名阪ツアー
2009年08月 和歌山公演を最後にBASSのSHON脱退
2009年12月 新宿紅布にて「今年もやりますほぼワンマン」決行！SOLD OUT!
2010年09月 4thアルバム「AMERICA UDON」レコーディング開始
2011年03月 「AMERICA UDON」発売！ Drまっちゃん脱退。
2011年04月 新ドラマー「マーフィー」加入！
2011年09月 新ベーシスト「SOUTA」加入！
2013年04月 1stミニアルバム「ベジフジン」発売！
2015年04月 5thアルバム「SENTIMENTAL PUNK ROCK」発売！
2019年01月 Drマーフィー脱退。Drまっちゃん復帰！
2019年08月 20周年記念 ワンマンライブ開催！
2021年12月 6thアルバム「NEW BEST NOW」発売！
2023年12月 ライブ通算300回記念 ワンマンライブ開催！

## ディスコグラフィー

### アルバム
- 30%LESS FAT 1st(2003年5月5日)

収録曲＞1.30%LESS FAT～愛のテーマ　2.祝い酒　3.青春旅情　4.桜恋歌　5.艶歌！演歌！援歌！　5.優子　6.甘い刹那のロマンス　7.修豚哀歌Ⅱ～30%LESS FAT version～　8.酒場　9.東京夜街　10.他人妻
- 30%LESS FAT 2nd ～倅～(2004年9月17日)

収録曲＞1.荒波　2.山男　3.泣かせてマスター　4.大泣き候　5.北関東　6.芝浦劇場　7.涙橋悠々　8.師匠（おやじ）　9.30%LESS FAT～さすらいのテーマ～　10.男四十恋物語
- パじゃねぇ！！(2005年6月20日）MEGA STOPEERとのSPLIT ALBUM

収録曲＞2.魁代次郎　4.夢はぐれ　恋しぐれ　6.修豚哀歌Ⅰ～30%LESS FAT version～
- TORA ZOO(2007年8月29日)

収録曲 ＞1. 艶女恋情　2. 心の傘　3. 富士桜　4. 秋風索漠　5. だけどよ・・・　6. 未だ逢わざる恋女へ　7. 男の履歴書　8. 春待つ番外地　9. 大阪三十路坂　10. 虎蔵
- AMERICA UDON(2011年3月26日)

収録曲 DISC1＞1. 19になれば ～渾身～　2. イエッサホー　3. いろはの唄　4. 浜の森松　5. 喜びの歌　6. 浮浪雲　7. 女盛り　8. 三十派の洒落男　9. 爽快流れ旅
収録曲 DISC2＞TORA ZOO（リマスター）
- ベジフジン(2013年4月2日)

収録曲 ＞1. お前　2. 盈月　3. 昭和無鉄砲男 ～なんとかなるでしょう！～　4. 道玄坂のマリー　5. 春告鳥 ～ウグイス～
- SENTIMENTAL PUNK ROCK(20年4月2日)

収録曲 ＞1.我身信道　2.終恋孤愁　3.女房きどり　4.豪快爛漫　5.終の詩　6.グランマI　7.グランマII　8.センチメンタルレイン　9.バンカラワルツ　10.村山並木道 　11.三十派行進曲
- NEW BEST NOW(2021年12月15日)

収録曲 ＞
＜新曲＞拉致があかねぇ／ 可憐なブルース ／Lessfat party ＜新録曲＞青春旅情 ／道玄坂のマリー／ 師匠 (おやじ) ／ 30%LESS FAT愛のテーマ  ／ 虎蔵 ／ 19になれば ～渾身～ ／ ラプソディ ／ グランマII  ／ 他人妻 ／ 山男 ／ 酒場 ／ 終の詩 ／ 秋風索漠

### ＤＶＤ
- 30%LESS FAT SWEET10 DVD(2009年）

### 参加
- LUPIN THE COVER（2003年7月24日)

4. フェアリー・ナイト
- 俺メロ Respect(2003年7月25日)

5.川の流れのように
- THE BLOOD FLOWS ON-JUN SKY WAKER(S)-TRIBUTE(2003年8月6日)

8. SUICIDE DAY
- JAC POT MANIA 2(2003年11月11日)

2.師匠(おやじ)
- JAC POT MANIA 3(2004年11月11日)

18.涙橋悠々
- COVER TO THE PEOPLE ～LOFT RECORDS 10th ANNIVERSARY COVER COMPILATION～(2008年5月28日)

11.わが人生に悔いはなし